# Huernia thudichumii
Huernia thudichumii är en oleanderväxtart som beskrevs av Leslie Larry Charles Leach. Huernia thudichumii ingår i släktet Huernia och familjen oleanderväxter. Inga underarter finns listade i Catalogue of Life.